# Harnischia falcata
Harnischia falcata är en tvåvingeart som först beskrevs av August Friedrich Thienemann och Jean-Jacques Kieffer 1916.  Harnischia falcata ingår i släktet Harnischia och familjen fjädermyggor.
Artens utbredningsområde är Sverige. Det är osäkert om arten förekommer i Sverige. Inga underarter finns listade i Catalogue of Life.